# Had (podzemni svijet)
Had (grč. ᾍδης, Haidēs; Ἀΐδης, Aïdēs) u grčkoj mitologiji naziv je za podzemni svijet, a isto ime nosi i njegov vladar.

## Pravopis
Iako se prema novome Hrvatskome pravopisu Instituta za hrvatski jezik i jezikoslovlje Republike Hrvatske riječ Had koja označava starogrčki naziv za podzemni svijet piše malo, to je pogreška. Had nije općenita imenica, ona je naziv podzemlja starogrčke religije te se točno zna na što se misli kada se kaže Had. Stari Grci imaju vlastiti naziv za podzemlje i podzemni svijet koji se razlikuje od riječi Had. Kako je riječ Had u hrvatski jezik uvezena iz starogrčkog ona se mora pisati veliko isto kako su to pisali i Stari Grci.[potrebno potvrditi]

## Etimologija
Hadovo grčko ime ᾍδης isprva je značilo "neviđen", a genitiv je glasio ᾍδού, Haidou te je označivao Hadovu kuću. Poslije je nominativni oblik postalo i ime podzemnog svijeta.

## Podzemni svijet

### Podjela Hada
Had se dijeli na tri glavna dijela: Asfodel, Elizij i Tartar. Asfodelom i cijelim Hadom raslo je cvijeće asfodel - cvijeće smrti.
Rijeke u Hadu:
- Aheront - rijeka boli
- Kokit - rijeka jadikovanja
- Flegeton - rijeka vatre
- Leta - rijeka zaborava
- Stiks - rijeka mržnje
- Mnemozina - rijeka sjećanja
- Eridan - rijeka hladnoće, spominje je Vergilije u svojoj Eneidi

Stiks je bila granica između gornjega i donjega svijeta. Prva regija Hada jest Asfodel. Homer je u Odiseji opisao da tamo lutaju junaci među manjim duhovima koji se vrzmaju naokolo poput šišmiša. Ovdje lutaju bez radosti, tuge i osjećaja. Prema Homeru, tu je najviše ljudi, a među ostalima i Ahilej. Ahilej reče Odiseju da bi radije bio nadničar seoski nego vladar ljudima u carstvu sjena. Opisivao mu je s tugom nemilu sudbinu umrlih duša u Hadu. Samo prolijevanje krvi u njihovu čast može im vratiti ljudske osjećaje.
Nakon toga dolazi Ereb koji se sastojao od Lete, rijeke zaborava, gdje su se duše skupljale da bi im se izbrisalo pamćenje te da se ne sjećaju prošloga života pri reinkarnaciji, i od Mnemozine, sjećanja, gdje su također pili pripravnici. U Erebu je živio Had sa svojom ženom Perzefonom.
U predvorju Hadove i Perzefonine palače sjedila su tri suca: Minos, Radamant i Eak. Ondje se nalazio i Trivij (raskršće triju cesta) posvećen Hekati, na kome se sudilo dušama umrlih. Oni koji nisu činili ni velika djela niti velike grijehe bili su upućivani u Asfodel. Tko je činio loša djela i bio zao za svoga života bio je slan u Tartar. Za herojska djela završavalo se na Elizijskim poljanama. Onaj tko nije bio ni loš ni dobar, završavao je u Asfodelu.
Nakon Ereba potrebno je prijeći rijeku boli Aheront, preko koje mrtve prevozi Haron u svome čamcu. Prijevoz mu plaćaju novčićem, koji su Grci obično stavljali pokojniku ispod jezika. Oni koji su bili jako siromašni ili nisu imali nikoga da im stavi novčić pod jezik, ostali su na obali Aheronta ostatak vječnosti. Udaljena obala Aheronta bila je čuvana Kerberom koji je čuvao ulaz u Tartar.

### Podzemna božanstva
Podzemna su božanstva utjerivala strah u kosti. Ovdje je bio bog smrti Tanatos u crnome plaštu s crnim ledenim krilima. Rezao je kosu umirućima i odnosio im duše. Ovdje su bile i božice Kere koje su ubijale ljude na ratnim bojištima i sisale im krv.
Zatim, Empuza koja je ubijala ljude na raskršćima; Lamija koja je majkama ubijala djecu u snu; Hekata s tri glave i tri tijela koja je vladala čudovištima; bog varljiva sna Hipno kojem se nisu mogli oduprijeti ni smrtnici niti bogovi.
Također su ovdje bile i Srde (Erinije ili Furije) koje su bile neumoljive božice kletve i osvete, a u svijet ih je znala slati Perzefona, Hadova žena.

### Smrtnici u Hadu
Ljudi nisu znali mnogo o Hadu jer se nitko nikad nije vratio iz njega. Jedino su ga razgledali Eneja i Heraklo koji je odavde odnio Kerbera zbog ispunjavanja svojih zadataka kralju Euristeju. Tu je Perzefona, Hadova žena, te Orfej koji je išao po Euridiku. Također je tu bio i Sizif koji je na vrijeme uspio pobjeći i Tezej kojeg je oslobodio Heraklo.

## Vanjske poveznice
- Had - karta podzemlja (engl.)
- Hrvatski pravopis, Željko Jozić, Zagreb, 2013.